# 一般社団法人
一般社団法人（いっぱんしゃだんほうじん）は、「一般社団法人及び一般財団法人に関する法律（平成18年法律第48号）」に基づいて、2008年12月1日に設立した社団法人である。「公益社団法人」とは異なり、区別される。
税制上「普通型」と「非営利型」の2種類がある。 非営利型は非営利法人の代表格「NPO法人」と同等の「税制優遇措置」を受けることができる。以前は「社団法人」「財団法人」を設立・運営に対しては、国家機関の審査や監督が厳格に行われていた。しかし、2008年12月1日以降から、上記の監督庁の規定・都道府県認可の必要性が無くなり、登記だけで設立可能となったこと、事業内容範囲指定が無いために「社団法人」「財団法人」の名称による社会的信用を悪用した悪徳商法や不当利得を得る法人が多数発生し、様々な悪用や搾取を起こしている。

## 概要
一般社団法人は2006年（平成18年）の公益法人制度改革により、従来の民法により設立される社団法人に代わって設けられた法人である。その団体名称の中に「一般社団法人」の文字を使わなくてはならない（一般社団・財団法人法5条）。

### 2005年以前の社団法人との違い
設立許可を必要とした2005年末以前の従来の「社団法人」とは違い、2006年度以降の「一般社団法人」は公益の有無は問われず、一定の手続き及び登記さえ経れば、主務官庁の許可を得るのではなく準則主義によって、誰でも設立することができる。また設立後も行政からの監督・指導はない。
。

### 株式会社との違い
営利法人である株式会社などと同じく収益事業や共益事業なども行うことができる。ただし、株式会社等と異なり、設立者に剰余金または残余財産の分配を受ける権利（残余財産分配請求権）を与えることはできず、そのような趣旨の定款は無効となる（一般社団・財団法人法11条2項）。

### 非営利型一般社団法人と普通型一般社団法人の違い
税制上「普通型」と「非営利型」の2種類ある。非営利とは「株式会社のように株主に利益の配当をしない」という意味であり、非営利法人の代表格とされる「NPO法人」と同等の税制優遇措置を受けることができる。
非営利型の場合、課税対象は「収益事業から生じた所得のみ」がになり、収益事業以外の会費や寄付金に対しては課税がない。一方、普通型の場合は、株式会社と同様の課税対象となる。

### 非営利への誤認識
非営利型一般社団法人であっても、利益を出したり、収益事業を行ったり、役員報酬を出すなどすることは一般認識と異なり合法である。ただし、利益が多く出てお金を多く稼いでも役員報酬増加に合法的に回せるが、出資者への分配である「配当」は禁止されており、来年度以降の法人の事業目的達成のための活動費用にしかしてはいけない義務がある。つまり、NPO(非営利団体)と同じく非営利法人とは「利益を出さない、収益事業をしない」という意味ではなく、「利益の配当をしない法人」である。

### 公益社団法人との違い
一般社団法人が一定の公益性を持つ場合、認定を受けて公益社団法人になることができる。

## 非営利型一般社団法人のメリット・NPOとの違い
NPOと非営利型一般社団法人は似ているため、何が違うのか知られていないが下記の相違点がある。非営利型一般社団法人には下記のメリットがある。

### 所轄庁への報告義務免除と情報開示義務の免除
税制優遇措置は全ての一般社団法人にある訳では無いが、非営利型一般社団法人である場合はNPOと同じ優遇措置がある。NPOの場合は、毎年度所轄庁への報告義務や市民と利害関係人への情報開示制度があるが一般社団法人にはない。NPO法人の場合は、設立後も「主たる事務所」の所在する都道府県の「知事」といった所轄庁への報告義務があり、その監督の下に置かれる。

### 社員数下限と活動内容無制限のメリット
設立には一般社団法人が社員2名以上で設立可能だが、 NPO法人は10人以上必要である。事業目的や活動内容はNPO法人の場合はNPO法に定められている20種類の「特定非営利活動」のみだが、一般社団法人には活動内容へ制限がない。

### 認可の有無・設立の容易さ
一般社団法人と異なり、NPO法人は設立に役所からの認証が必要である。 そのため、一般社団法人が設立まで1週間から2週間であるのに対し、NPO法人は4か月は必要となる。上記のように、一般社団法人の場合はNPOのような所轄庁の審査自体なく、登記手続きで済むので迅速に設立出来る。

## イメージや制度の穴を利用した犯罪や不正などの諸問題
詳しくない人には制度改正前の公益性や国家機関による審査が設立要件であった「2008年12月1日以前の社団法人・財団法人」と混同されやすく、現行の「社団法人」「財団法人」にも行政庁の許可が必要と誤解している人も少なくない。この公益性など良いイメージを悪用した「一般社団法人」や「一般財団法人」の法人格を乱用・悪用問題が指摘されている。脱税や公金横領、投資詐欺などの違法行為を行う事態も多く発生している。

### 法律自体の欠陥による制度悪用問題
NHKが2024年に独自調査したところ、医師以外の異業種でも参入可能な「一般社団法人」として設立された脱毛や美容整形、薄毛治療、医療ダイエットなどを行う美容クリニックが数年前から都市部で急増している。そして、これら一般社団法人クリニックでは常勤とされているはずの「責任者」である医師らの「名義貸し」が行われていることを確認した。一般社団法人増加と共に、過剰医療や健康被害が増加していることも報道された。通常クリニックとは代表が医師の「医療法人」や医師が「個人」で開設するケースがほとんどであり、NHKは「平成20年の公益法人制度改革」で制定された一般社団法人設立に関する現行法の問題を指摘している。「一般社団法人」の場合、医師が代表となる医療法人とは異なり、管理者となる医師さえ確保出来れば非医師でも医療経営参入が出来、都道府県の認可の必要もなく登記のみで設立でき、医療法人になら適応される定款の変更や分院展開といった様々な規制の対象外、などの問題から制度自体が悪用されていることが指摘されている。そして、「一般社団法人」自体に監督官庁や業務内容報告義務が無く、利益を最優先に運営するトップが法人を悪用出来る根本的な問題もある。  専門家は「行政が事業内容などを定期的にチェックできるような制度を検討していくべきだ」と指摘している。

## 設立方法
一般社団法人は2人以上の社員によって設立が可能となり、主たる事務所の所在地を管轄する法務局または地方法務局に登記を行うことで設立できる。

## 機関
一般社団法人は、その法人の意思決定をし、行為をするために機関を設ける。機関とはその法人の意思決定や行為を司る自然人や合議体のことである。一般社団法人の場合は、法律上の社員（株式会社での株主に位置する人）によって構成される社員総会と理事が設置必須の機関である。また、その他にも任意で理事会、監事、会計監査人を置くことができる。
ただし、理事会を設置する場合は、3名以上の理事と監事を必ず設置しなければならない。その他にも事業年度末の貸借対照表の負債の部の合計額が200億円以上である一般社団法人は「大規模一般社団法人」（一般社団・財団法人法2条）といい、会計監査人を必ず置かねばならない（一般社団・財団法人法62条）。